# Nettetal
Nettetal település Németországban, azon belül Észak-Rajna-Vesztfália tartományban. Lakosainak száma 43 425 fő (2023. december 31.). Nettetal Viersen és Grefrath községekkel határos.

## Népesség
A település népességének változása:
| Lakosok száma | 37 391 | 42 265 | 42 493 | 42 508 | 43 095 | 43 425 |
|               | 1975   | 2017   | 2019   | 2021   | 2022   | 2023   |